# 괭이상어
괭이상어(Japanese bullhead shark, 학명: Heterodontus japonicus 헤테로돈투스 야포니쿠스[*])는 괭이상어목 괭이상어과에 딸린 물고기이다. 태평양 북서부 일본, 한반도, 중국 해안에 서식한다. 수심 6 ~ 37 미터 가량의 바위투성이 밑바닥 또는 켈프림에 사는 저생성 어류다. 몸길이는 1.2 미터까지 자란다. 머리는 짧고 무디며 등지느러미는 두 개이다. 진한 갈색과 연한 갈색이 수직 줄무늬를 이룬다. 온순하며, 연체동물이나 작은 경골어류를 잡아먹는다. 어업적 측면에서는 거의 관심 밖인 종이다.